# USS Bougainville (LHA-8)
«Бугенвіль» (англ. USS Bougainville (LHA-8)) — універсальний десантний корабель ВМС США типу «Америка».

## Історія створення
Універсальний десантний корабель «Бугенвіль» був замовлений 30 червня 2016 року. Свою назву отримав на честь Бугенвільської кампанії 
.
Закладений на верфі Huntington Ingalls Industries 14 березня 2019 року.
6 жовтня 2023 року спущений на воду.
Очікується, що корабель вступить у стрій у 2024 році.